# Sônia Benedito
Sônia Benedito (São Paulo, 19 de Janeiro de 1978) é uma voleibolista indoor brasileira, atuando na posição de ponta.
Serviu a Seleção Brasileira de Voleibol Feminino nas categorias de base, quando foi semifinalista no Campeonato Mundial Infanto-juvenil de 1995 na França. Pela seleção principal disputou a edição do Campeonato Mundial de 2002 na Alemanha. Em clubes foi medalhista de prata na Liga Sul-Americana de Clubes de 2000 no Brasil, mesmo posto obtido no extinto Torneio Internacional Salonpas Cup em 2003, foi bronze na edição desta competição no ano de 2004 e campeã da edição do ano de 2005, tais edições ocorridas no Brasil e possui a medalha de bronze no Torneio Internacional Top Volley de 2005 na Suíça.

## Carreira
Sônia Bendito foi revelada nas categorias de base do Clube Atlético Ypiranga e SPFC, ganhando maior projeção quando ingressou em 1994 nas categorias de base do Esporte Club Pinheiros, sendo convocada para Seleção Brasileira para disputar o Campeonato Mundial Infanto-Juvenil, no qual foi semifinalista e encerrou na quarta colocação nesta edição que realizou-se em Orleans, França.
Ingressou no time adulto do Tensor/Pinheiros na temporada 1995/1996 e na seguinte transferiu-se para o BCN/ Osasco permanecendo até o ano de 2000. Pelo BCN/Osasco disputou sua primeira Superliga Brasileira A no período esportivo 1997/1998, contribuindo para campanha deste clube com 138 pontos, destes 103 de ataques, onze de bloqueios e 24 de saques na conquista do sétimo lugar da edição.
Permaneceu no Osasco Voleibol Clube na temporada posterior e conquistou o ouro nos Jogos Abertos do Interior de 1998 realizados na cidade de Araçatuba e disputou a Superliga Brasileira A 1998/1999, registrando 176 pontos, 149 de ataques, 16 de bloqueios e onze de saques. Nesta edição encerrou na quinta posição. Continuou a defender o Osasco Voleibol Clube na temporada 1999-2000, sagrando-se bicampeã dos Jogos Abertos e campeã da Copa Brasil, ambos resultados em 1999, avançou a semifinal e conquistou o bronze na correspondente Superliga Brasileira de Voleibol Feminino, marcando 58 pontos, destes 51 de ataques e seis em bloqueios e um ponto proveniente de saque e em 2000 disputou a 1° Liga Sul-Americana de Clubes (Copa Bradesco Saúde), realizada em Joinville, competição que substituiu no calendário esportivo a lacuna deixada da não realização do Campeonato Sul-Americano de Clubes, já que este não realizado, e foi medalhista de prata.
Também foi atleta do CR Flamengo, representando-o na temporada 2000/2001, e foi campeã  do Campeonato Carioca de 2000, campeã da Supercopa dos Campeões no mesmo ano,  temporada que conquistou seu primeiro título na história da Superliga Brasileira A 107 pontos, 88 pontos de ataques, onze de bloqueios e ooto de saques.
O ACF/Campos a contratou para reforçar sua equipe para as disputas de 2001/2002, conquistando os títulos da Copa Sudeste e também da Taça Premium, ambas em 2001 e na correspondente Superliga Brasileira A foi semifinalista, encerrando na quarta colocação, contribuindo com 164 pontos, 144 de ataques, treize de bloqueios e sete de saques. Continuou nesse clube na jornada seguinte, foi campeã do Grand Prix de Clubes de 2002 e da Supercopa no mesmo ano e alcançou o bronze na Superliga Brasileira A 2002/2003, executando um total de 303 pontos, sendo 263 de ataques, 24 de bloqueios e 16 de saques.
Ela foi convocada para Seleção Brasileira pelo técnico Marco Aurélio Motta para disputa a edição do Campeonato Mundial em Berlim, Alemanha, e nesta edição vestiu a camisa 9 quando alcançou a sétima colocação final.
Renovou com a ACF/Campos para a temporada 2003/2004, consecutivamente foi novamente campeã do Campeonato Carioca de 2003. Também neste ano foi vice-campeã do extinto Torneio Internacional Salonpas Cup de 2003, sediado em várias cidades do Nordeste e a final foi em Recife. Já na Superliga Brasileira A 2003/2004 terminou por esta equipe na sexta colocação, realizando 160 pontos, destes 142 foram de ataques e sete de bloqueios e onze de saques.
Em 2004 foi contratada pelo Minas Tênis Clube, e este clube representou a equipe de São Bernardo do Campo nas competições do Estado de São Paulo, utilizando a alcunha MRV/São Bernardo. Sônia compos a equipe que conquistou o ouro nos Jogos Abertos do interior de São Paulo de e o bronze no Campeonato Paulista, ambas em 2004. Pelo MRV/Minas conquistou o bronze também no extinto Torneio Internacional Salonpas Cup nesse mesmo ano, e na Superliga Brasileira A 2004/2005 encerrou na quarta posição, individualmente registrou 218 pontos, sendo 189 de ataques, 19 de bloqueios e dez de saques.
Disputou a jornada 2005-06 pelo Finasa/Osasco foi medalhista de bronze no Torneio Top Volley de 2005 na Suíça; ainda por este clube sagrou-se campeã  invicta do Campeonato Paulista de 2005, obtendo também o título do Torneio Internacional Salonpas Cup em 2005.Ainda em 2005 foi campeã da Copa São Paulo e dos Jogos Regionais de Praia Grande.Competiu por esse clube na Superliga Brasileira A 2005-06, e foi vice-campeã desta edição.
Optou pela proposta do voleibol italiano no período esportivo 2006-07, vestiu a camisa#4 do teve uma passagem pelo Tena Volley Santeramo e terminou na décima posição da correspondente Liga A1 Italiana e avançou até as quartas de final da Copa A1 Italiana e disputou a primeira fase da Copa da Lega Volley, marcando 201 pontos em 22 jogos.
Na temporada 2007-08 houve a mudança no nome do clube italiano que Soninha defendeu anteriormente,  permanecendo o mesmo patrocinador , representou o clube com a alcunha Tena Santeramo na Liga A1 Italiana correspondente, encerrando na sétima posição na fase de classificação e sucumbindo nas quartas de finais e avançou as oitavas de finais da Copa A1 Italiana, realizou 341 pontos em 22 jogos e  conquistou o prêmio de Melhor Recepção da Liga A1 Italiana.
Transferiu-se para outra equipe italiana, a Cgf Recycle Florens Castellana Grotte, onde vestiu a camisa#13 e terminou na oitava posição da Liga A1 Italiana 2008-09, eliminada nas quartas de finais, o mesmo ocorrendo na Copa A1 Italiana (Findomestic), registrando na Liga A1 Italiana um total de 428 pontos em 28 jogos.Renovou com essa equipe italiana para jornada 2009-10 e ocupou a nona posição na Liga A1 Italiana  e avançou até as oitavas de finais, contribuiu para campanha do clube na Liga A1 Italiana com 321 pontos em 24 jogos
Após quatro temporadas consecutivas na Itália Soninha figura desde sua primeira temporada até a jornada antecedente na terceira posição entre as maiores pontuadoras na história da Liga A1 Italiana com 1.245 pontos em 90 jogos, participando de 338 sets.Soninha também teve uma rápida passagem pelo voleibol russo.Repatriada pelo Pinheiros/Mackenzie conquistando o título do Campeonato Paulista de 2010 e por este clube disputou a Superliga Brasileira A referente a esta temporada encerrando em quarto lugar.
Também foi atleta do Sesi/SP conquistando o bronze no Campeonato Paulista de 2011 e quando equipe encerrou na quinta posição na Superliga Brasileira A 2011-12, sendo a quarta Maior Pontuadora da edição com 376 pontos.Em 2012 ainda atuando pelo Sesi-SP, Soninha sofreu uma lesão na coluna cervical, mas somente quando transferiu-se para o Amil/Campinas que chegaram ao diagnóstico preciso e passou seis meses afastada das quadras, retornando por este clube apenas com boa parte da Superliga Brasileira A 2012-13 em andamento alcaçando o bronze nesta edição.
Defendeu as cores do São Bernardo Vôlei na jornada 2013-14 e disputou a Superliga Brasileira A 2013-14 encerrando por este na décima posição.Aos 36 anos é contratada para atuar pelo Preve/Concilig/Semel da cidade de Bauru nas competições do período esportivo 2014-15 e mais tarde passou a usar a alcunha Concilig/Vôlei Bauru.

## Títulos e Resultados
- 2013-14-10º lugar da Superliga Brasileira A[41]
- 2012-13-3º lugar da Superliga Brasileira A[39]
- 2011-12-5º lugar da Superliga Brasileira A[37]
- 2011-3º lugar do Campeonato Paulista
- 2010-11-4º lugar da Superliga Brasileira A[35]
- 2010-Campeã  do Campeonato Paulista[33]
- 2009-10-9º lugar da Liga A1 Italiana[29]
- 2008-09-8º lugar da Liga A1 Italiana[27]
- 2007-08-7º lugar da Liga A1 Italiana[24]
- 2006-07-10º lugar da Liga A1 Italiana[22]
- 2005-06-Vice-campeã da Superliga Brasileira A[7]
- 2005-Campeã do  Jogos Regionais de Praia Grande[20]
- 2005-Campeã do Copa São Paulo[20]
- 2005-Campeã  do Campeonato Paulista[18]
- 2004-05-4º lugar da Superliga Brasileira A[1][7]
- 2004-3º lugar  do Campeonato Paulista[1]
- 2004-Campeã dos Jogos Abertos do Interior[1]
- 2003-04– 6º lugar da Superliga Brasileira A[7]
- 2003-Campeã do Campeonato Carioca[1][12]
- 2002-03– 3º lugar da Superliga Brasileira A[7]
- 2002-7º lugar do Campeonato Mundial(Berlim,  Alemanha)[2]
- 2002-Campeã do Grand Prix de Clubes[1]
- 2002-Campeã do Supercopa dos Campeões[1]
- 2001-02– 4º lugar da Superliga Brasileira A[7]
- 2001-Campeã da Taça Premium  TV Tarobá[1]
- 2001-Campeã da Copa Sudeste
- 2001-Campeã do Campeonato Carioca[1][12]
- 2000-01-Campeã da Superliga Brasileira A[7]
- 2000-Campeã do Supercopa dos Campeões
- 2000-Campeã do Campeonato Carioca[12]
- 1999-00-3º lugar da Superliga Brasileira A[7]
- 1999-Campeã dos Copa Brasil[9]
- 1999-Campeã dos Jogos Abertos do Interior
- 1998-99-5º lugar da Superliga Brasileira A[7]
- 1998-Campeã dos Jogos Abertos de Araçatuba
- 1997-98-7º lugar da Superliga Brasileira A[7]
- 1995-4º lugar do Campeonato Mundial Infanto-Juvenil( Orleans,  França)[2]

## Premiações Individuais
- 4ª Maior Pontuadora da Superliga Brasileira A de 2011-12[26]
- Melhor Recepção da Liga A1 Italiana de 2007-08[26]